# Podsmreka pri Višnji Gori
Podsmreka pri Višnji Gori je naselje v Občini Ivančna Gorica.